# Maison militaire du roi de France
Pour les articles homonymes, voir Garde royale.
La maison militaire du roi de France est le nom donné à la partie militaire de la maison du roi sous l'Ancien Régime. Elle a pour mission principale d'assurer la protection du roi et de sa famille. Elle est sous l'autorité du secrétaire d'État à la Maison du Roi, mais dépend de l'ordinaire des guerres, contrôlé par le secrétaire d'État à la Guerre, pour son budget.
Si les rois de France ont toujours entretenu des gardes chargés de leur sécurité, le terme de « maison militaire » n'est véritablement apparu qu'au XVIIe siècle. Elle connaît son apogée sous le règne de Louis XIV et vit un long déclin dans la seconde moitié du XVIIIe siècle.

## Histoire

### Haut Moyen Âge
Les Mérovingiens sont les premiers à se doter de gardes pour veiller à la sûreté de leur personne et de leur demeure. La truste constitue la garde personnelle du roi, elle est formée des guerriers les plus fidèles (les antrustions ou leudes). Le roi franc Gontran, serait le premier à avoir pris des précautions afin de se mettre à l'abri de toutes attaques de la part de factions opposées ou d'hommes seuls.
Les Carolingiens n'ont pas d'armée régulière permanente en dehors de la garde personnelle du roi. Elle est composée de soldats dévoués à la personne royale. Ces gardes du palais, héritiers des prétoriens, sont couramment appelés les « paladins ». Le plus souvent ce sont des chevaliers d'élite. Il n'est pas rare que Charlemagne, amateur de natation, invite les soldats chargés de sa garde personnelle à partager avec lui le divertissement du bain.
Sous les premiers Capétiens, la garde du roi se renforce, en particulier sous les règnes de Philippe Ier et Louis VI. Elle est formée d'hommes choisis, les ostiarii ou custodes, c'est-à-dire « portiers ». D'abord viennent les huissiers d'armes, chargés de la garde intérieure des palais. Ensuite il y a les portiers, chargés de la garde extérieure. Initialement, ces gardes ne sont pas considérés comme des militaires, ils ne suivent donc pas le roi aux armées, ni quand il quitte la capitale. Les huissiers d'armes sont assimilés à des militaires à la longue, ils deviennent les hommes d'armes. Durant la troisième croisade, en 1191, Philippe Auguste institue, pour la protection de sa personne, les sergents d'armes et les portes masses. À la fin du XIIIe siècle ils formeront la compagnie des gardes de la porte.

### Bas Moyen Âge

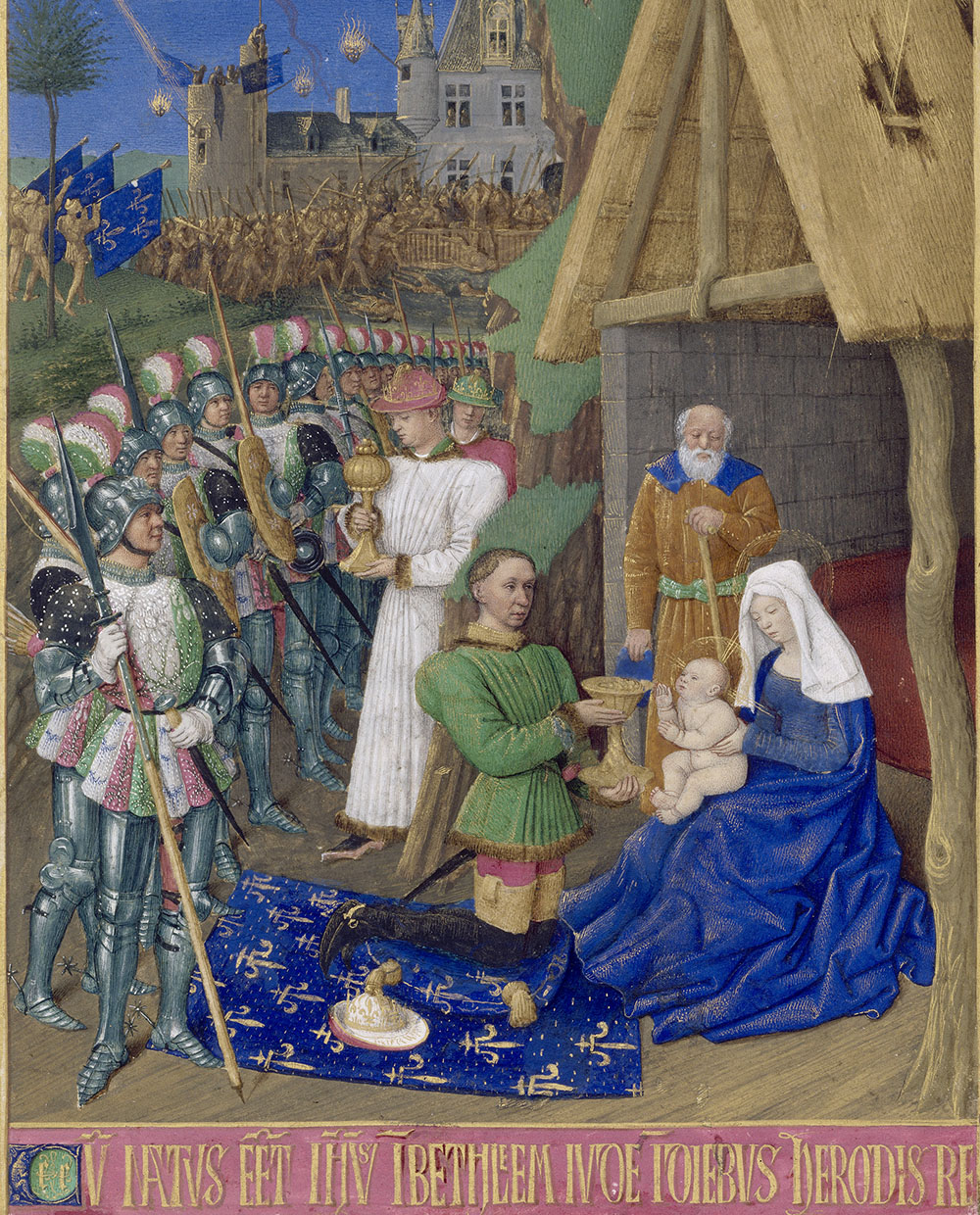
L'adoration des mages, représentant Charles VII entouré par la Garde écossaise.

Au début du XVe siècle, les rois de France commencent à s'entourer de gardes étrangers, réputés indifférents aux intrigues de cour et partant plus dignes de confiance que les troupes françaises. L'une des unités les plus prestigieuses de la maison militaire est certainement la garde écossaise. Elle est créée par Charles VII pour sceller l'Auld Alliance. Les plus vieux documents mentionnant la garde écossaise datent de 1425.
En 1445, Jacques II envoie un corps de vingt-quatre gentilshommes pour assurer la sécurité rapprochée du roi de France, ils deviennent les archers de la garde du roi. En 1453, pour marquer l'estime que Charles VII porte aux soldats de cette nation, il institue la compagnie de gens d'armes écossais. Avec le temps, cette compagnie est placée à la tête de la gendarmerie d'ordonnance.
En 1460, le roi intègre les écossais à sa garde, ils forment les cent gentilshommes de l'hôtel du roi. C'est cette unité qui est habituellement connue sous le nom de « garde écossaise », tandis que les vingt-quatre meilleurs gardes de cette unité sont qualifiés de « gardes de la manche » parce que deux d'entre eux se tiennent en permanence à côté du roi pour le protéger. Les gardes de la manche sont vêtus d'un hoqueton blanc brodé d'or et portent une pertuisane à clous d'or et à frange.
Désireux de s'attacher des hommes de confiance, Louis XI crée la compagnie des Cent-Suisses en 1471. Elle est constituée exclusivement de mercenaires suisses équipés initialement d'une hallebarde. Ils servent ensuite Charles VIII avec zèle lors de l'expédition de Naples entre 1494 et 1497. Ce corps est très utilisé pour gagner les batailles.
Par édit du 4 septembre 1474, une compagnie de cent hommes d'armes français est instituée pour la garde du corps du roi. Cette troupe est longtemps connue sous le sobriquet de « gentilshommes à bec de corbin », parce qu'ils portent, dans le service, une hache équilibrée sur son manche par une pointe recourbée. C'est la « petite garde », qui sert à l'intérieur du palais, par opposition à la « grande garde » (garde écossaise), qui sert d'escorte au roi à l'extérieur du palais. Satisfait de sa petite garde, Louis XI crée en 1479 une seconde compagnie française de gardes du corps.

### Renaissance
C'est sous le règne de François Ier que les troupes chargées de la garde du roi commencent à se structurer. La maison militaire se compose ainsi en 1515 :
- Les gardes du corps, unité de cavalerie organisée en quatre compagnies, une écossaise et trois françaises.
- Les gardes de la porte, unité à pied chargée de la garde des portes intérieures du palais pendant la journée.
- Les gardes de la prévôté, unité à pied chargée de la police à la cour sous les ordres du grand prévôt de France.
- Les Cent-Suisses, unité d'infanterie d'élite composée de soldats suisses, instituée en 1471 par Louis XI.

En temps de guerre, les gentilshommes désireux de combattre aux côtés du roi sont rassemblés dans la cornette blanche. La compagnie des gendarmes écossais, qui fait partie de la gendarmerie d'ordonnance, assume les fonctions d'un corps de la maison du roi, mais elle n'en fait pas officiellement partie.

### Grand Siècle
Le nombre d'unités de la maison militaire s'accroît dès la fin du XVIe siècle. Sous le règne des derniers Valois et des deux premiers Bourbon, plusieurs unités sont créées :
- Les gardes françaises : unité d'infanterie créée en 1560 par Catherine de Médicis.
- Les chevau-légers de la garde : unité de cavalerie légère créée en 1593. Ses membres remplacent les gentilshommes à bec de corbin.
- Les gendarmes de la garde : unité de cavalerie lourde créée en 1609.
- Les gardes suisses : régiment d'infanterie créé en 1616. Il ne s'agit pas officiellement d'un corps de la maison du roi, mais il en assume toutes les fonctions.
- Les mousquetaires : compagnie d'infanterie montée créée en 1622, dissoute en 1646, et reconstituée en 1657 ; en 1660, les effectifs des mousquetaires sont doublés par l'intégration à la maison du roi de la compagnie de mousquetaires du cardinal Mazarin.
- Les grenadiers à cheval : compagnie créée par Louis XIV en 1676.

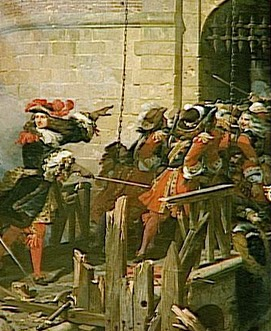
Mousquetaires gris à Valenciennes (1677).

C'est sans doute sous le règne de Louis XIII que les troupes de la maison militaire sont divisées en « garde du dedans du Louvre », rassemblant les gardes du corps, les Cent-Suisses, les gardes de la porte et les gardes de la prévôté et « garde du dehors du Louvre » rassemblant les autres unités. Il y a aussi les compagnies à cheval et les compagnies à pied.
Louis XIV transforme la maison militaire en un corps d'élite, chargé non seulement de la protection de la personne du roi, mais également des attaques les plus difficiles. Il faut souligner par exemple l'action des mousquetaires à Maastricht en 1673, où d'Artagnan trouve la mort, celle des gardes du corps à Leuze en 1691 et celle des gardes françaises à Steinkerque en 1692. Le nombre de troupes de la maison du roi est augmenté de manière très importante lors du règne du Roi-Soleil.
Le roi modernise également les uniformes et les équipements, ils se doivent de briller de magnificence et d'éclat. Louis XIV y introduit une milice plus nombreuse et mieux choisie. C'est depuis cette période que le terme de « maison militaire du roi de France » est utilisé. La maison militaire n'est plus composée que de l'élite de la noblesse du royaume, de vieux soldats appelées par leur bravoure à l'honneur de défendre le trône. La maison du roi contient des unités composées majoritairement de gentilshommes et des unités tirées de l'élite de l'armée, composées de roturiers. Il est toutefois pratiquement impossible à un roturier de parvenir au grade d'officier dans la maison du roi. Cette garde a toujours eu la priorité sur les autres troupes et les postes d'honneur.
C'est sous le règne de Louis XIV que les gardes de la prévôté constituent plutôt une force de police qu'une unité militaire. De même, en 1674, les quatre compagnies de gardes du corps, jusqu'alors indépendantes, sont dotées d'un état-major commun. Les gardes du corps sont surnommés la « maison bleue », en référence à la couleur de leur uniforme, distincte du rouge des autres corps.

### Siècle des Lumières

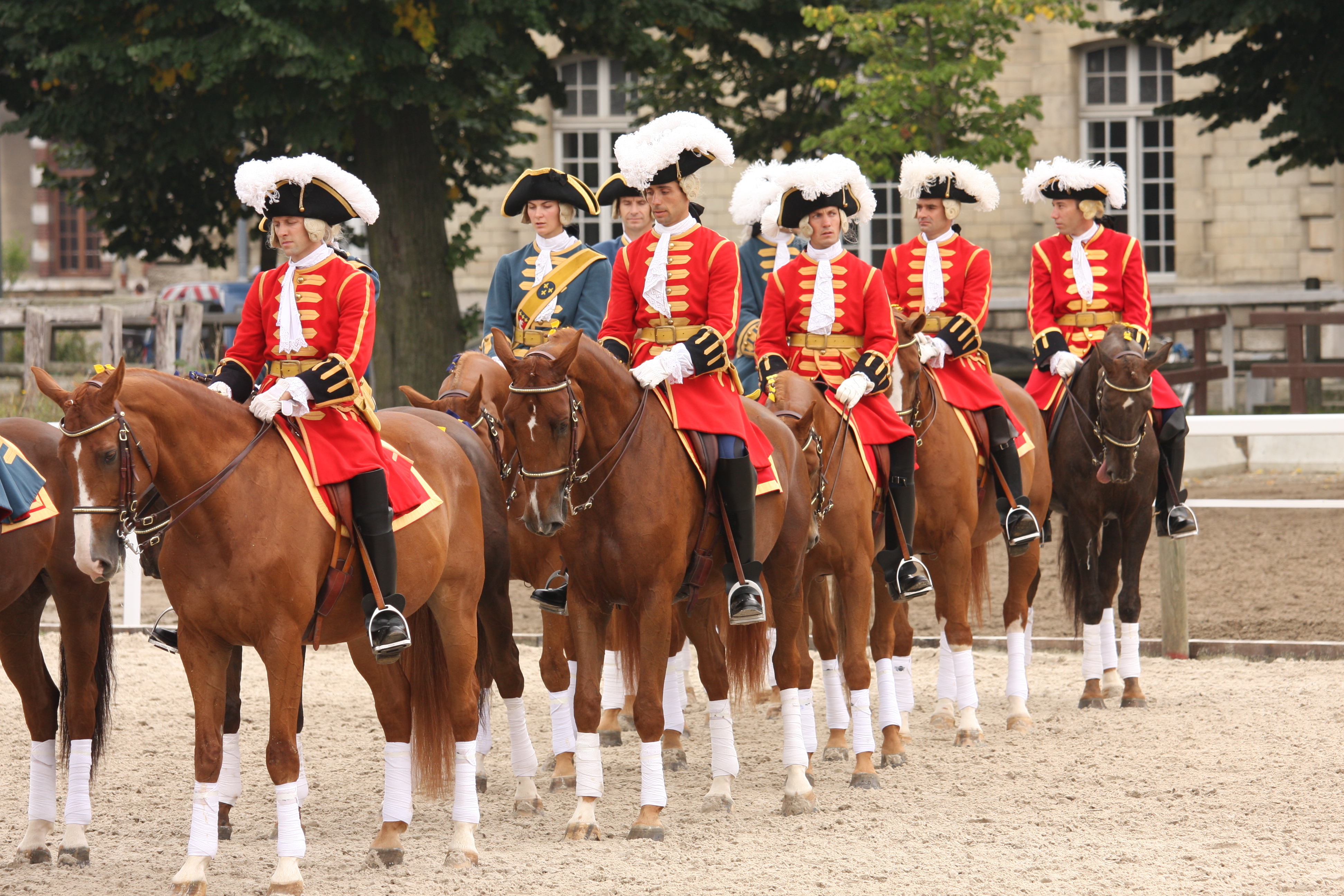
Évocation de la maison militaire par la garde républicaine (2013).

Les charges sont plus onéreuses au sein de la maison militaire que dans l'armée régulière : « il faut débourser 75 000 livres pour devenir colonel propriétaire dans l'infanterie, 100 000 à 120 000 livres dans la cavalerie. Dans la maison du roi les charges sont plus onéreuses : en 1743 un guidon de gendarmes (grade équivalent à celui de maréchal de camp dans les troupes réglées) coûte 100 000 francs, un capitaine des mousquetaires paie sa compagnie 350 000 livres ».
La fin du règne de Louis XIV et celui de ses successeurs voient se succéder les critiques contre la maison militaire. Certains corps, comme les gardes françaises à Port-Royal en 1709, ou encore les mousquetaires, chargés de l'arrestation des parlementaires, jouent de plus en plus un rôle de police, ce qui les décrédibilise militairement et remet en cause leur utilité. Le déclin de leur importance militaire, visible à la bataille de Dettingen ou à celle de Fontenoy en est une autre cause. Le calme politique de la période, exempte de tout soulèvement armé d'importance ne rendait pas nécessaire le maintien d'une garde personnelle pléthorique. Enfin, le coût de ces unités, dont certaines n'avaient plus qu'un rôle cérémoniel, est très relevé dans une période d'endettement de la royauté.
Les gardes françaises, accusées de plus perturber l'ordre public que de le maintenir, sont reprises en main et encasernées à partir de 1764. Sur ordre du roi, le comte de Saint-Germain, secrétaire d'État à la guerre, taille dans les dépenses de la maison et supprime en 1775-1776 les mousquetaires et les grenadiers à cheval. Il réduit également les effectifs des chevau-légers, des gendarmes et des gardes du corps. « Après les réformes de Saint-Germain, la défense de la cour n'est assurée que par une compagnie de Cent-Suisses, les gardes de la porte et les gardes du corps ».
Les chevau-légers, les gendarmes de la garde, les gardes de la porte et ceux de la prévôté sont supprimés en 1787, la gendarmerie d'ordonnance en 1788.

### Révolution

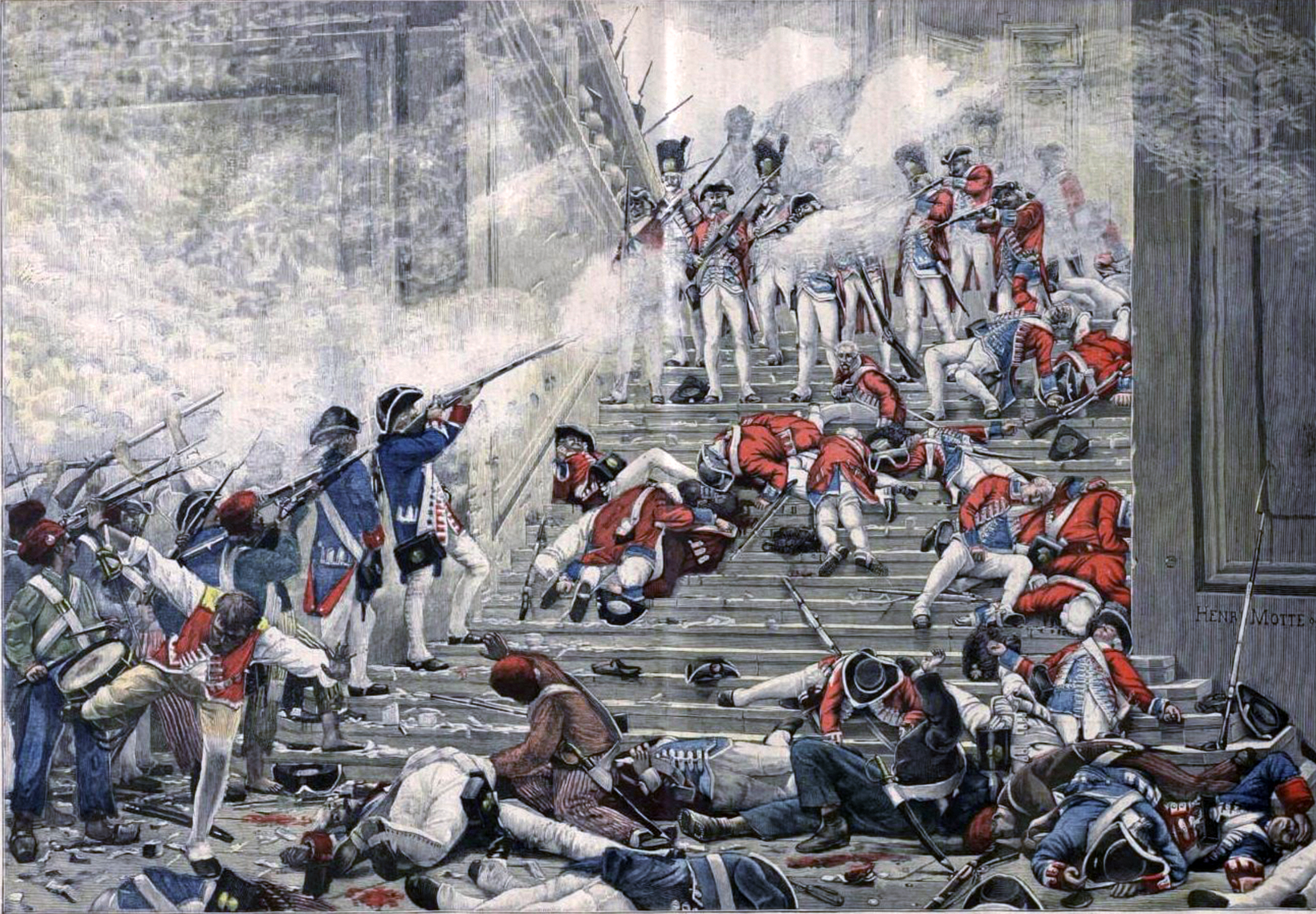
Les suisses défendant le Tuileries en 1792.

La Révolution voit la fin de la maison militaire, malgré les nombreux efforts du roi à la fin de l'Ancien Régime pour réduire les coûts. La plupart des corps restent fidèles au roi. Lors des journées des 5 et 6 octobre 1789, le palais est envahi par la foule, deux gardes du corps chargés de la protection des appartements de la reine sont tués.
Cependant, les gardes françaises prennent majoritairement le parti des révolutionnaires et participent aux évènements de 1789. Ils sont peu après versés dans la garde nationale de Paris. La maison militaire est supprimée en 1791, à l'exception des gardes suisses qui luttent jusqu'à la mort pour défendre le palais des Tuileries en 1792.
La Garde constitutionnelle du Roi succède aux quatre compagnies de gardes du corps, après la fuite de Varennes le 21 juin 1791, et malgré la vive opposition de beaucoup de jacobins. Louis XVI retarde la création de cette nouvelle garde pour conserver ses anciens gardes. Quand elle entre en fonction en février 1792, le roi autorise la garde nationale à continuer de servir le plus près de sa personne, pour éviter les jalousies.

### Restauration
Après la Première Restauration, Louis XVIII tente de recréer la maison militaire telle qu'elle a pu l'être à son apogée, rétablissant même les unités essentiellement cérémoniales dissoutes par Louis XVI en 1787. Le roi cherche à confier à des officiers royalistes émigrés un rôle militaire. Cependant, le temps manque pour former une nouvelle garde suisse avant le retour de Napoléon en mars 1815. La maison militaire se désintègre lors de la fuite de Louis XVIII à Gand et il ne reste que 450 hommes pour franchir la frontière.
Après la Seconde Restauration, aucune tentative sérieuse n'est entreprise pour restaurer la maison militaire du roi et celle-ci est remplacée, à l'exception des compagnies des gardes du corps et des Cent-Suisses, par une garde royale dont les effectifs se rapprochent de ceux d'une division.
La garde royale se compose de huit régiments d'infanterie, huit régiments de cavalerie et un régiment d'artillerie. Elle est licenciée le 11 août 1830, à la suite des Trois Glorieuses et de l'expulsion de la branche aînée des Bourbon.

## Recrutement
La maison militaire du roi étant l'élite de l'armée royale, le recrutement s'opère majoritairement auprès de la noblesse. À la tête des différentes unités, il y a généralement des ducs. Ainsi, le capitaine des Cent-Suisses à la veille de la Révolution est le duc de Brissac. C'est la famille de Noailles qui tient le commandement de la prestigieuse 1re compagnie des gardes du corps depuis 1651. En outre, il n'est pas rare de trouver un prince du sang parmi les colonels généraux ; c'est le cas du comte d'Artois, frère de Louis XVI, qui est nommé colonel général des Suisses et Grisons en 1771.
Les officiers des différents corps de la maison militaire sont presque toujours choisis dans la noblesse. Ceux des gardes du corps font d'ailleurs, depuis au moins 1775, des preuves sur titres devant le généalogiste des ordres du roi. Il n'y a que chez les gardes de la porte que quelques exceptions à ce principe peuvent être relevées.
Pour les hommes du rang, il faut distinguer en fonction du corps. La plupart du temps, il faut être nobles, ou du moins proches, par leur origine et leur mode de vie, de la noblesse. C'est le cas notamment pour les gardes du corps, les chevau-légers, les mousquetaires et les gendarmes de la garde. Certains corps ne requièrent pas que les hommes du rang soient nobles. Ce sont les gardes de la porte, les grenadiers à cheval et surtout les gardes françaises. À ces corps il est traditionnellement joint celui de la gendarmerie, même s'il ne fait pas réellement partie de la maison militaire. La gendarmerie recrute essentiellement dans la bourgeoisie, mais aussi dans la noblesse. En 1788, il y a environ un tiers de nobles parmi les hommes du rang.

## Combats
- Baugé (1421)
- Montlhéry (1465)
- Meaux (1567)
- Rethel (1650)
- Maastricht (1673)
- Leuze (1691)
- Steinkerque (1692)
- Dettingen (1743)
- Fontenoy (1745)
- Tuileries (1792)
- Trocadéro (1823)

## Uniformes

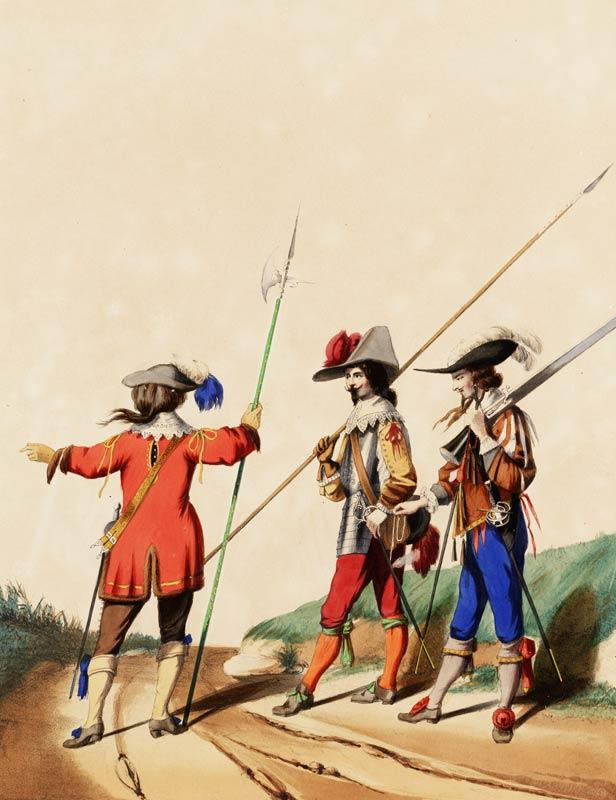
Gardes françaises, sergent, piquier et mousquetaire (1630).
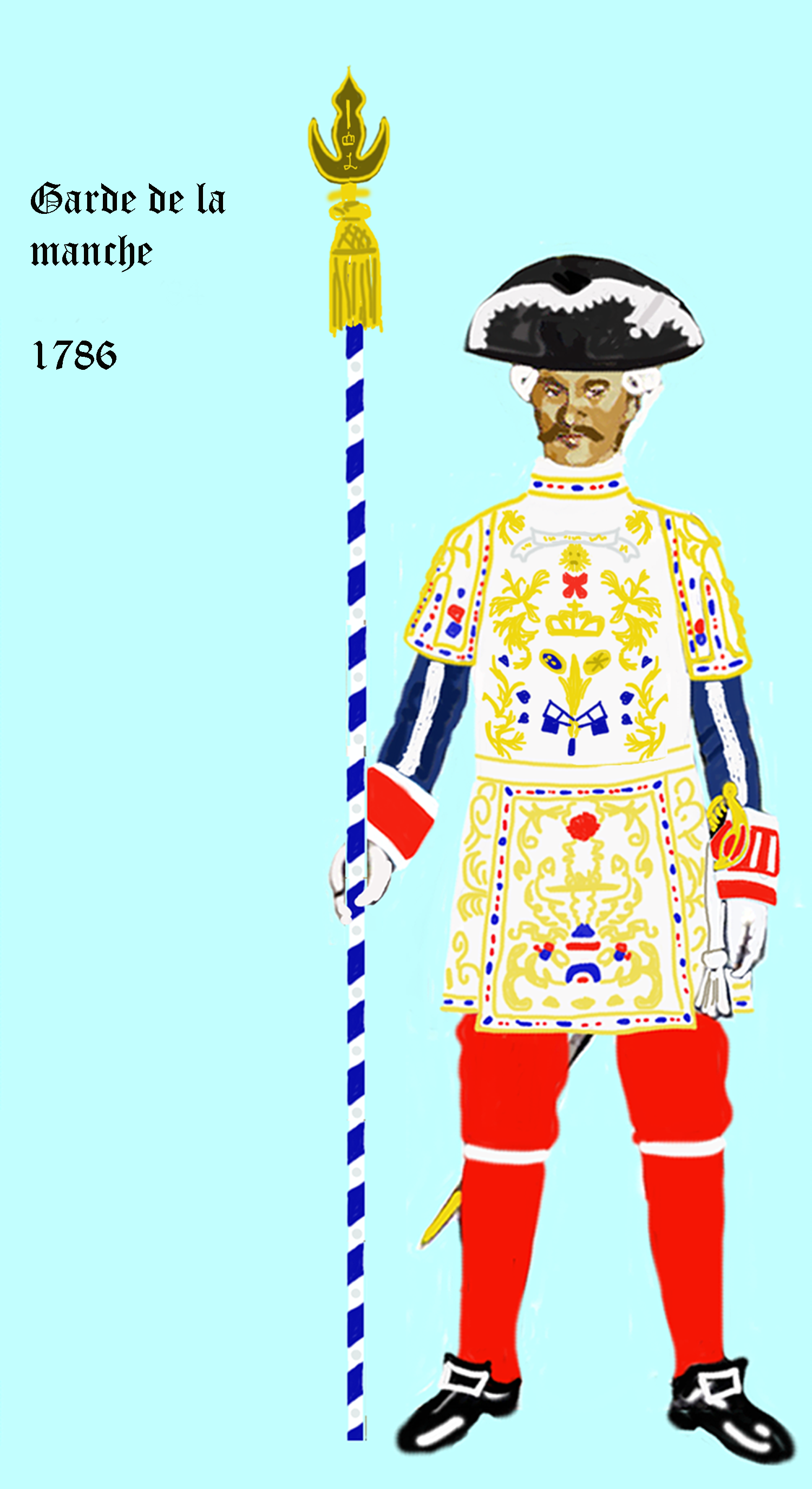
Garde de la manche (1786).
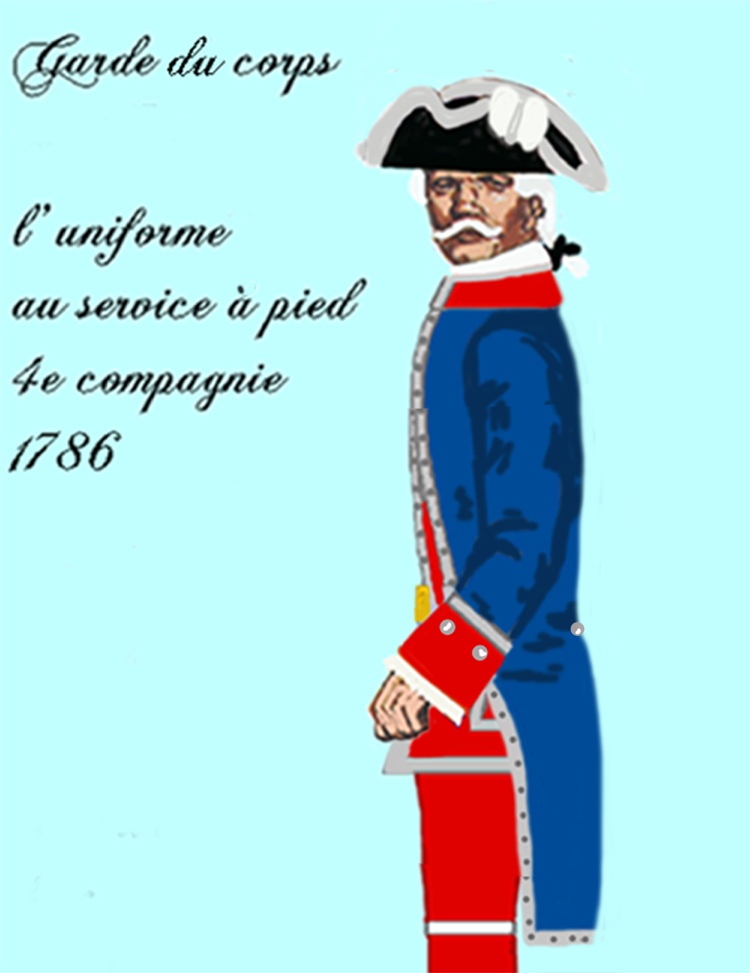
Garde du corps (1786).
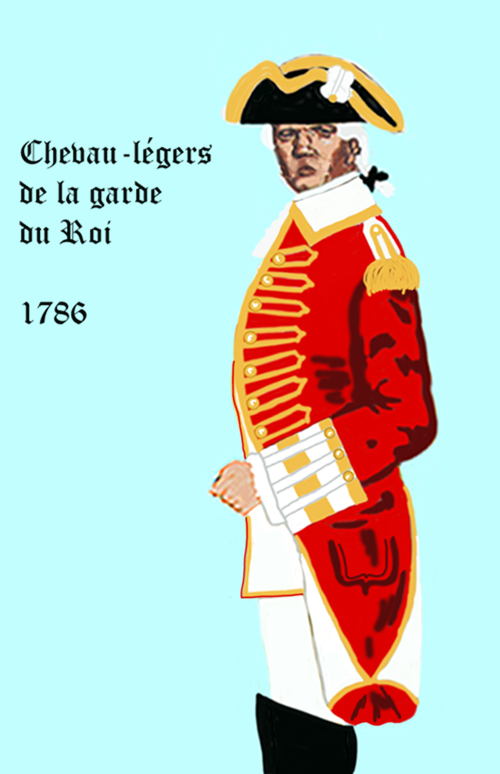
Chevau-léger de la garde (1786).
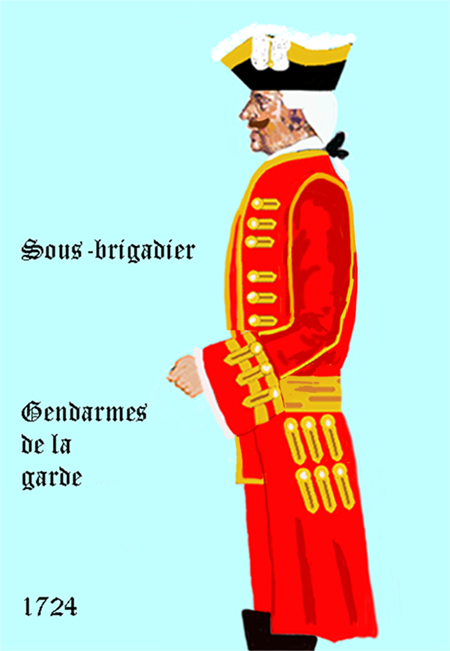
Gendarme de la garde (1724).
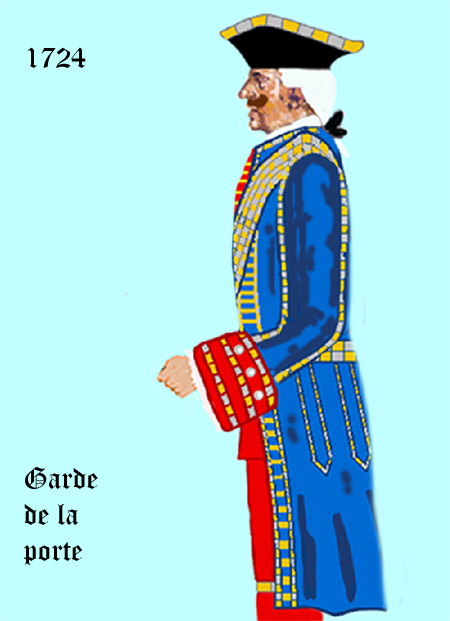
Garde de la porte (1724).
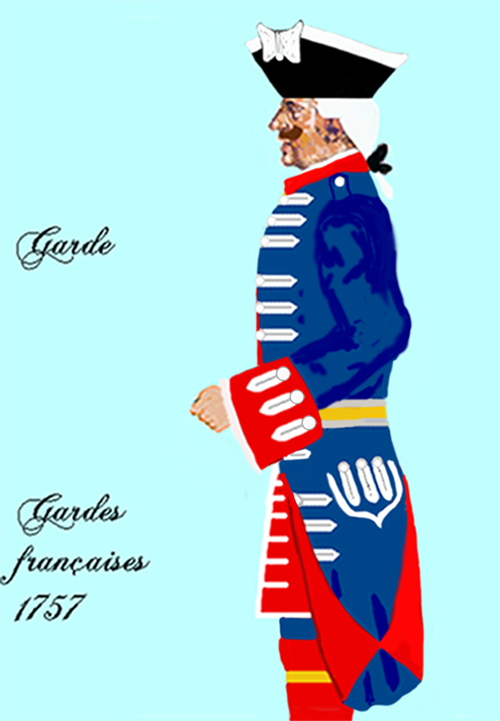
Garde française (1757).
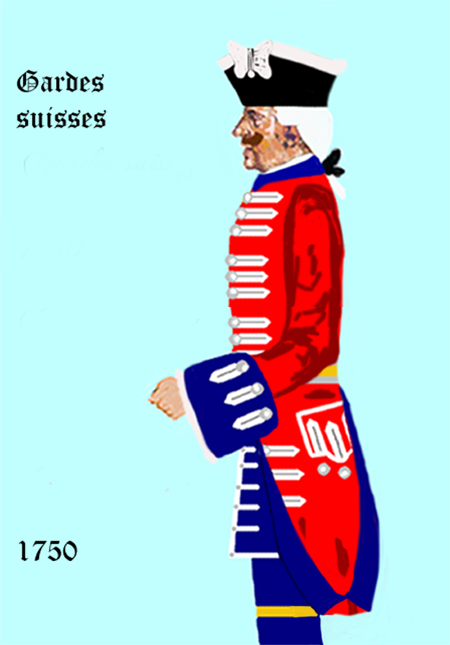
Garde suisse (1750).
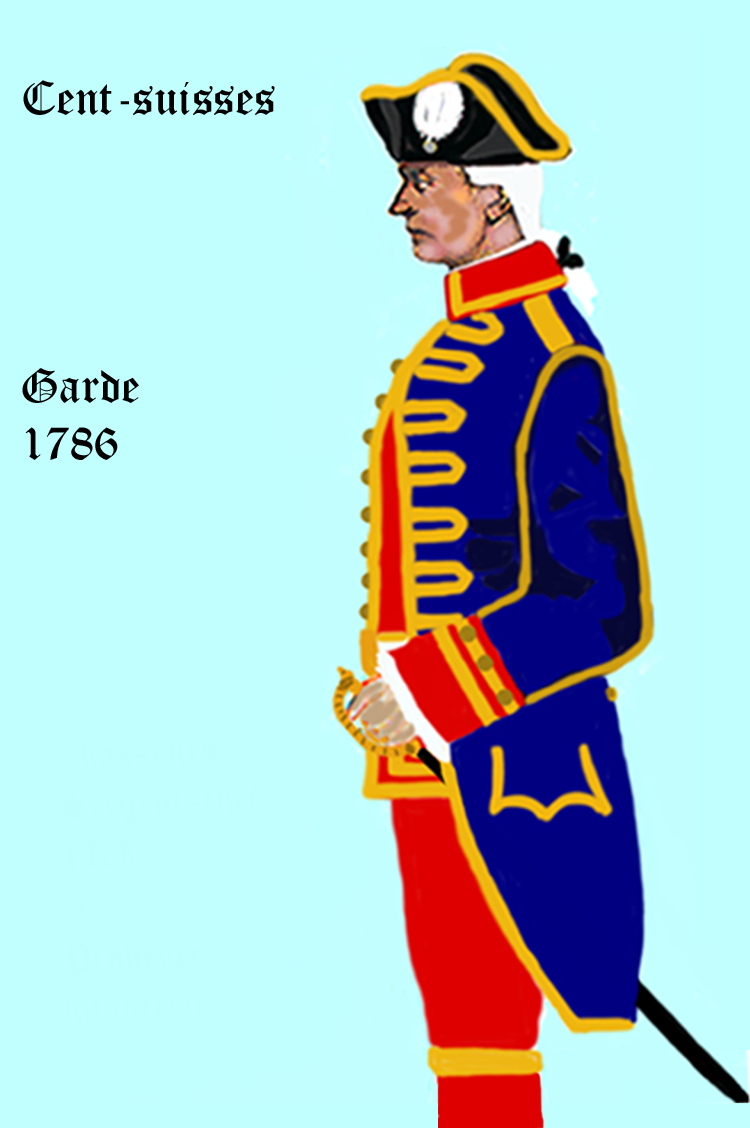
Cent-Suisse (1786).
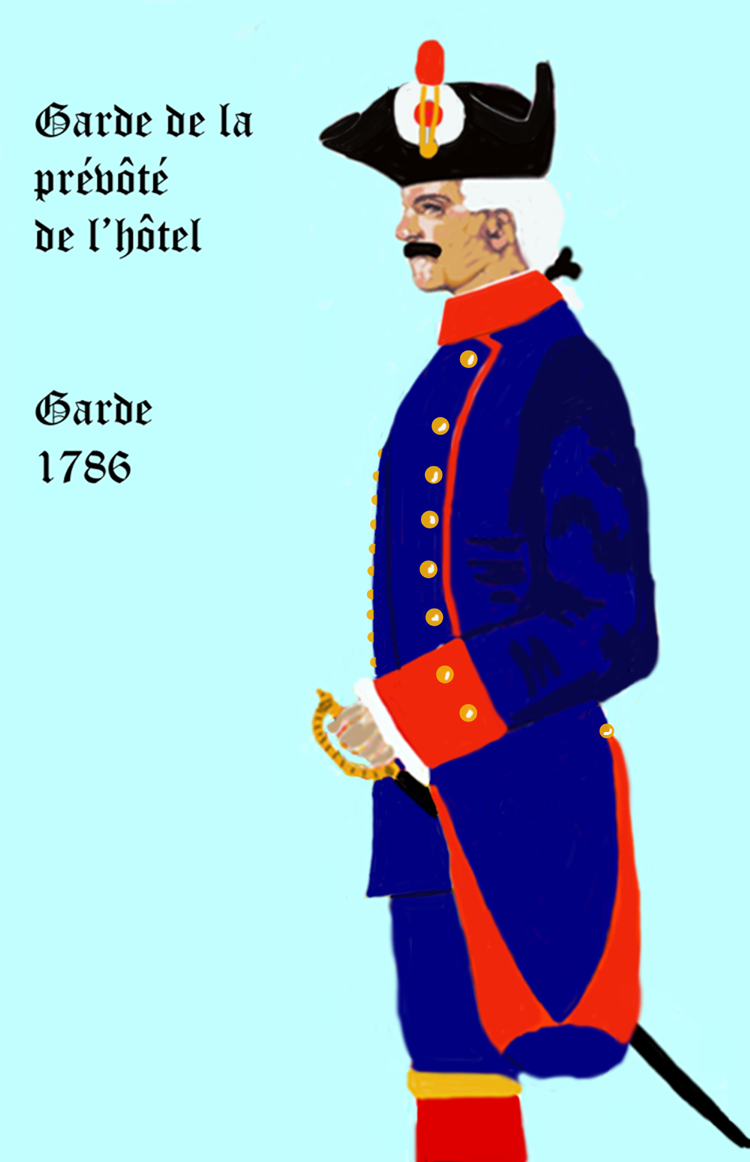
Garde de la prévôté (1786).
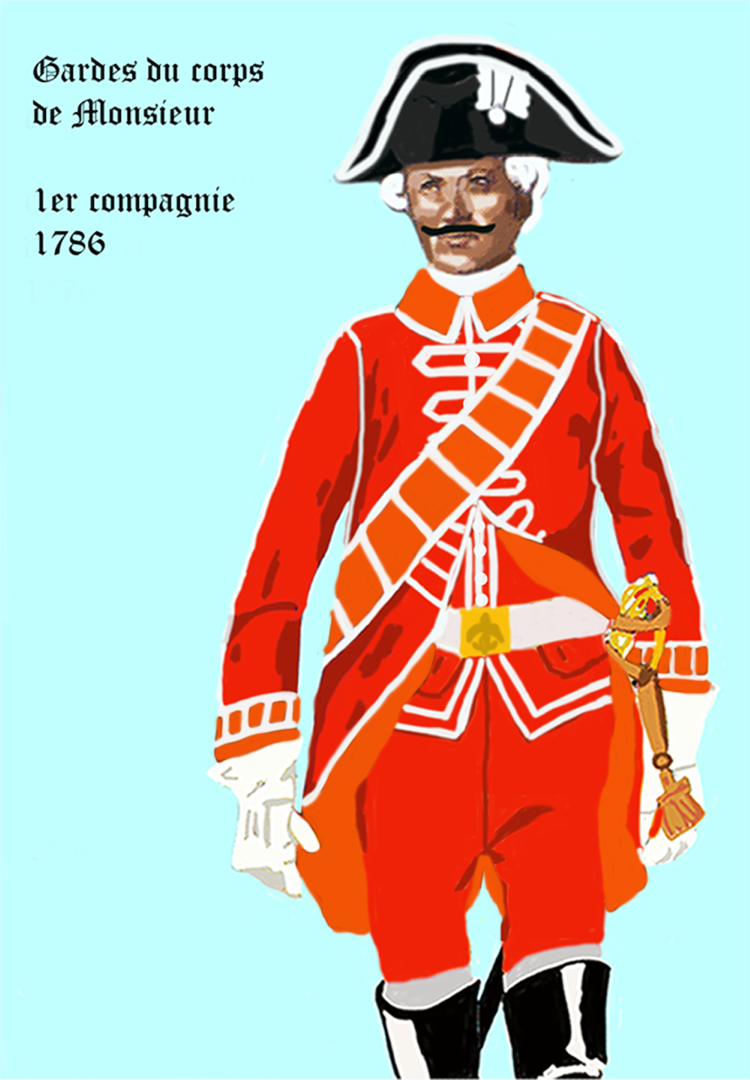
1re compagnie des gardes du corps de Monsieur (1786).
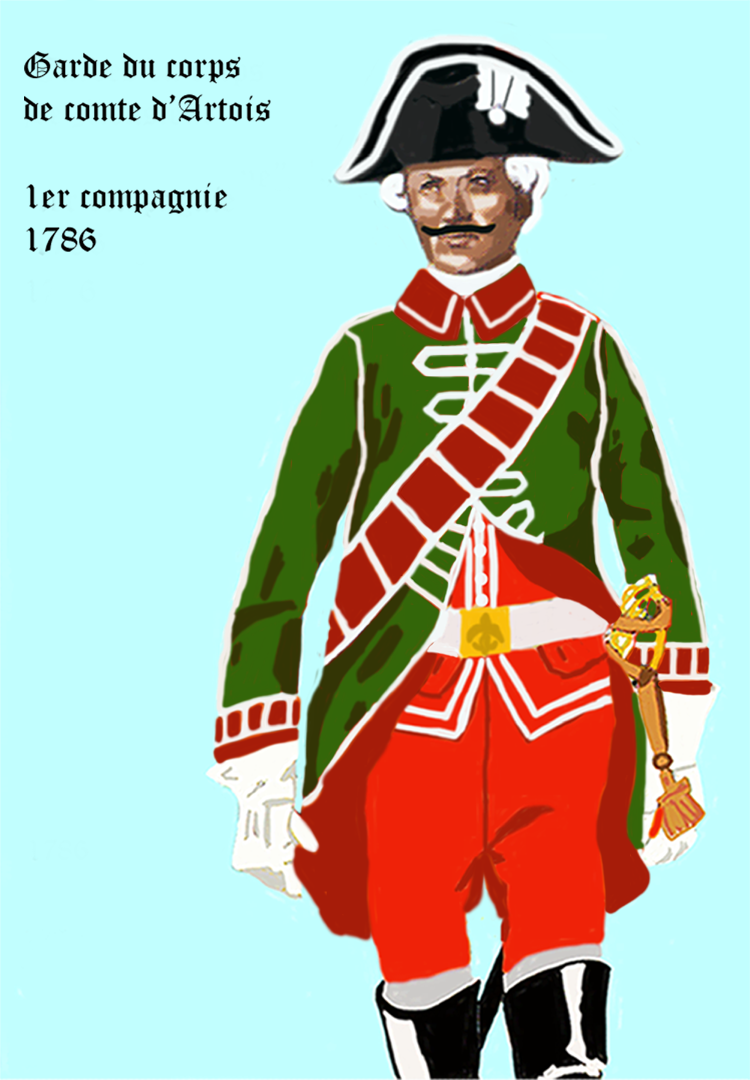
Garde du corps du comte d'Artois (1786).
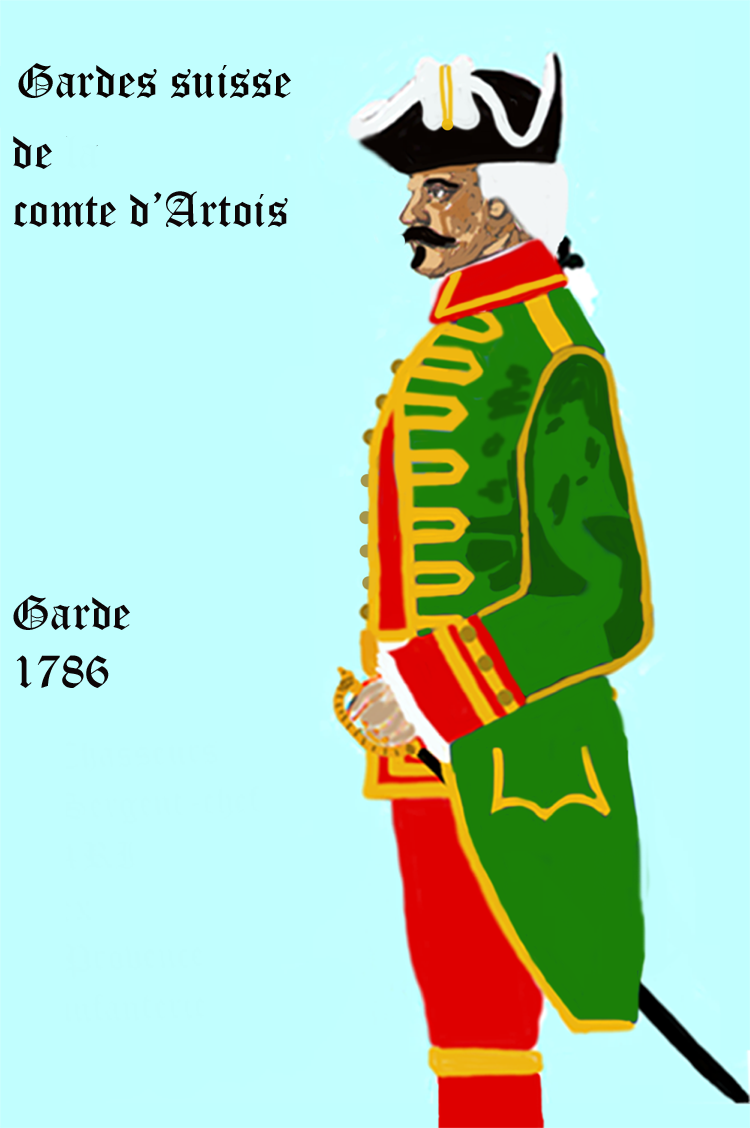
Garde suisse du comte d'Artois (1786).
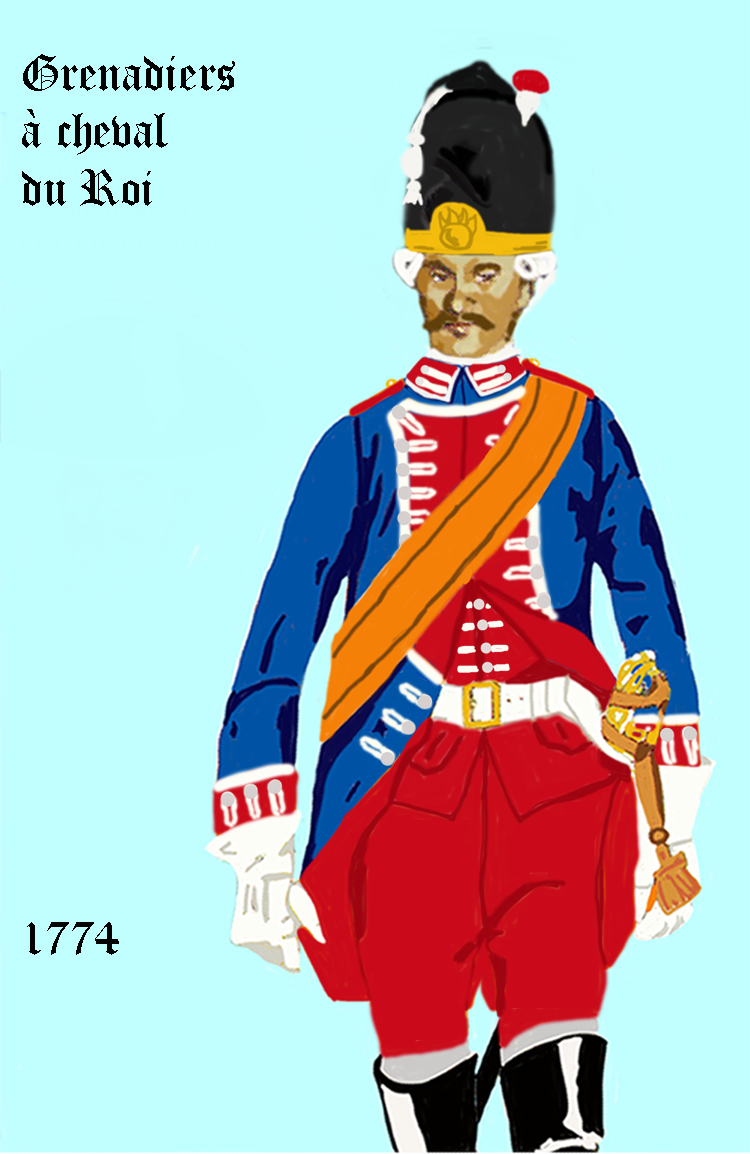
Grenadier à cheval de la garde (1774).
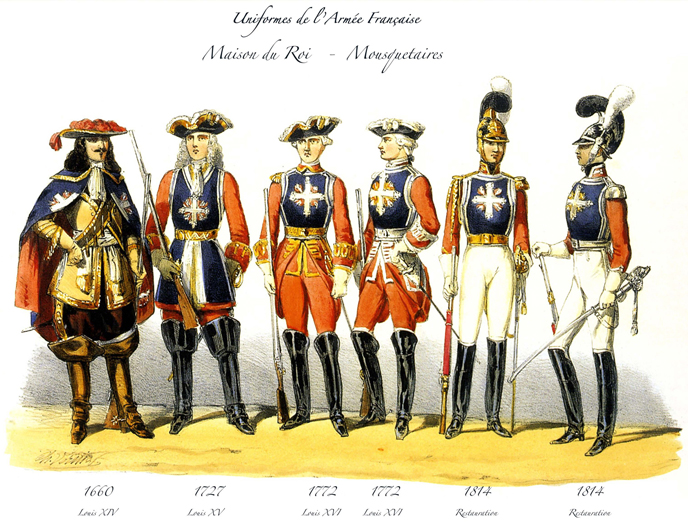
Mousquetaires du roi (1660-1814).

## Personnes membres de la maison militaire
- d'Artagnan (Charles de Batz de Castelmore dit) (1611-1673), lieutenant-capitaine des mousquetaires gris.
- Joseph de Bachmann (1734-1792), lieutenant-colonel des gardes suisses.
- Charles de Bérard de Montalet, capitaine commandant la compagnie des mousquetaires du roi de 1622 à 1627.
- Louis-Philippe de Durfort (1733-1800), cornette des chevau-légers de la garde et militaire.
- Théodore Géricault (1791-1824), mousquetaire gris et peintre.
- Victor de Ghaisne de Bourmont (1773-1846), enseigne des gardes françaises et maréchal de France.
- François-Emmanuel Guignard de Saint-Priest (1735-1821), exempt des gardes du corps et ministre.
- Alphonse de Lamartine (1790-1869), garde du corps, poète et homme politique.
- Pierre de Montesquiou d'Artagnan (1640-1725), mousquetaire gris et maréchal de France.
- Louis de Rouvroy de Saint-Simon (1675-1755), mousquetaire gris et écrivain.
- Thomas de Treil de Pardailhan (1754-1822), gendarme de la garde puis enseigne des gardes suisses de Monsieur et député.
- Pierre de Voyer d'Argenson (1625-1709), enseigne des gardes du corps et gouverneur de la Nouvelle-France.